# Obeidia longimacula
Obeidia longimacula là một loài bướm đêm trong họ Geometridae.